# Ховд (Увс)

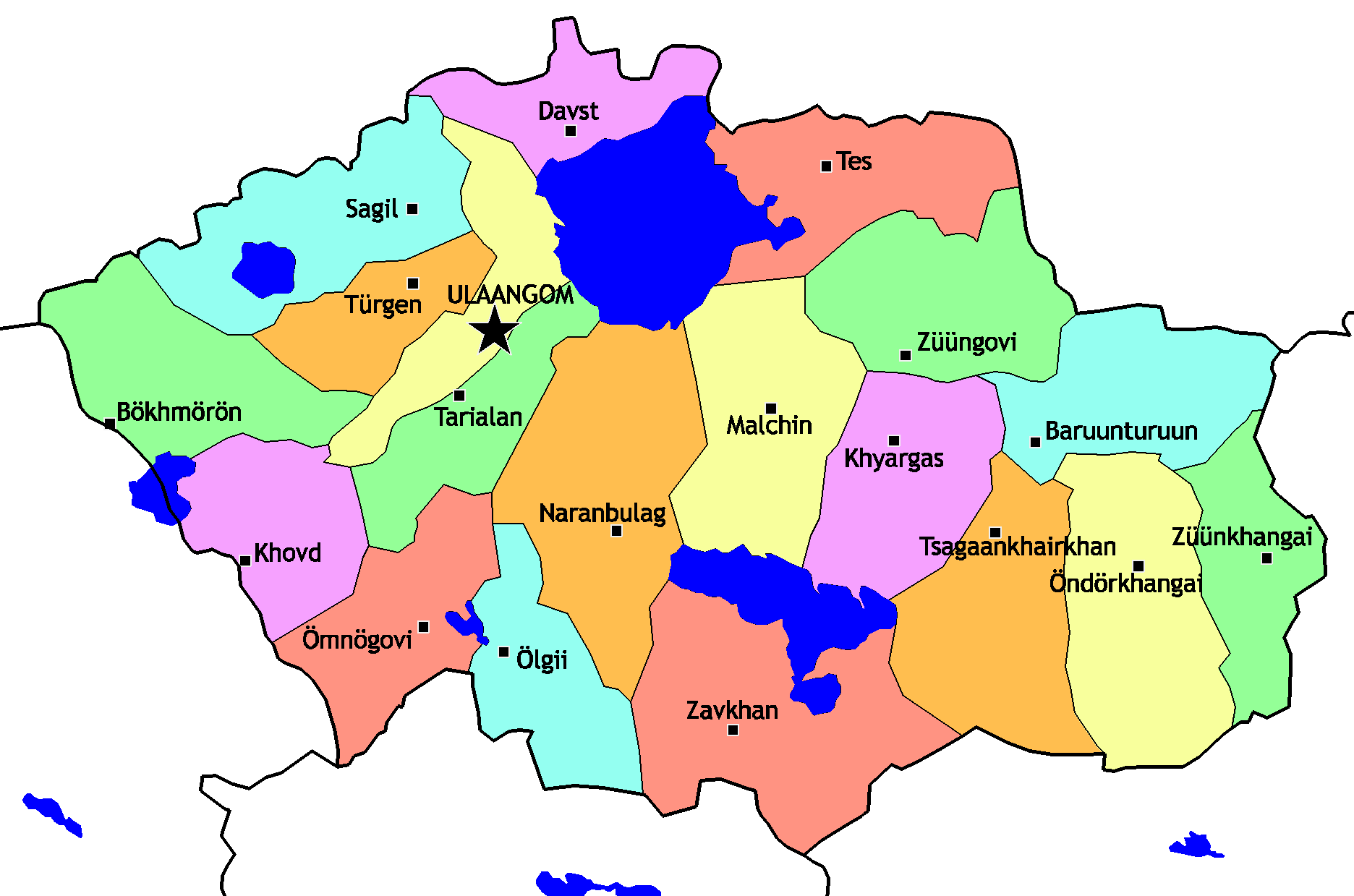
Сомоны аймака Увс

Ховд (монг. Ховд?, ᠬᠣᠪᠳᠤ?) — сомон аймака Увс, в западной части Монголии. Сомон поделён на 4 баги: Бугат, Шивер, Ховд и Ачит.

## Описание
Площадь сомона Давст составляет — 2,7 тыс. км². Центр сомона поселок Хухтолгой находится в 1531 км от Улан-Батора, в 195 км от центрального города аймака Улаангом. Есть школа, больница, торговые и культурные центры. 

### Население
Население сомона около 5300 человека.  Большинство из них составляют дербеты, баяты, хотоны и др.

### Климат
Климат резко континентальный. Ежегодные осадки 300 мм, в долинах 60—100 мм. Самый дождливый месяц июнь, с 38 мм осадков в среднем , а самый сухой январь с 2 мм осадков. Средняя температура января -22° -23° С, средняя температура июля + 14 ° +18° С.  Много осадков выпадает летом в виде дождя, а весной и осенью в виде снега. Зимы достаточно сухие, с небольшими снегопадами.

### Флора и Фауна
На территории сомона растут тополь, береза. Водятся тушканчики, архары, корсаки, манулы, волки, лисы, дикие козы, косули, зайцы.

### Рельеф
На территории сомона находятся горы Хархираа (4037 м), Бураат (2575 м), Іх Буурал (2445 м). Почвы в основном лесные, чернозёмные. На низменностях почвы болотистые. Через сомон протекают реки Ховд, Хар уух, Мааньт, Хушуут, Тээл, озера Ачит-нур и Шаазгай.

### Полезные ресурсы
На территории сомона добывают каменный уголь, драгоценные камни, сырье для химической и строительной промышленности

## Известные уроженцы
- Дэжид Бугын (1927-2002) - политический и государственный деятель МНР, генерал-полковник.